# クレア・カレッジ (ケンブリッジ大学)
クレア・カレッジは、イギリスのケンブリッジにあるケンブリッジ大学を構成するカレッジの一つ。このカレッジは1326年にユニバーシティ・ホールとして設立され、ピーターハウスに次ぐ2番目に古いカレッジとして健在している。 1338年にエリザベス・デ・クレアからの寄付によりクレア・ホールとして再建され、1856年に現在の名前になった。クレアは、礼拝堂の聖歌隊と「ザ・バックス」（ケム川を見下ろす大学の裏側）にある庭園で有名である。
クレアは、入学希望者の間で一貫して最も人気のあるケンブリッジ大学のカレッジの1つ。 

## 歴史
カレッジは1326年にケンブリッジ大学の総長リチャード・バデューによって設立され、当初はユニバーシティ・ホールと名付けられた。しかし、たった2人のフェローの生活を支援するだけで、すぐに経済的困難に見舞われた。 1338年、エドワード1世の孫娘であるエリザベス・デ・クレアからの寄付により、カレッジはクレア・ホールとして再建され、20人のフェローと10人の学生をサポートした。 
このカレッジは、1856年に名前が「クレア・カレッジ」に変更されるまで、クレア・ホールとして知られていた。 （新しい「クレア・ホール」は、1966年に専属の大学院機関としてクレア・カレッジによって設立された。）。

## 建物

### オールド・コート

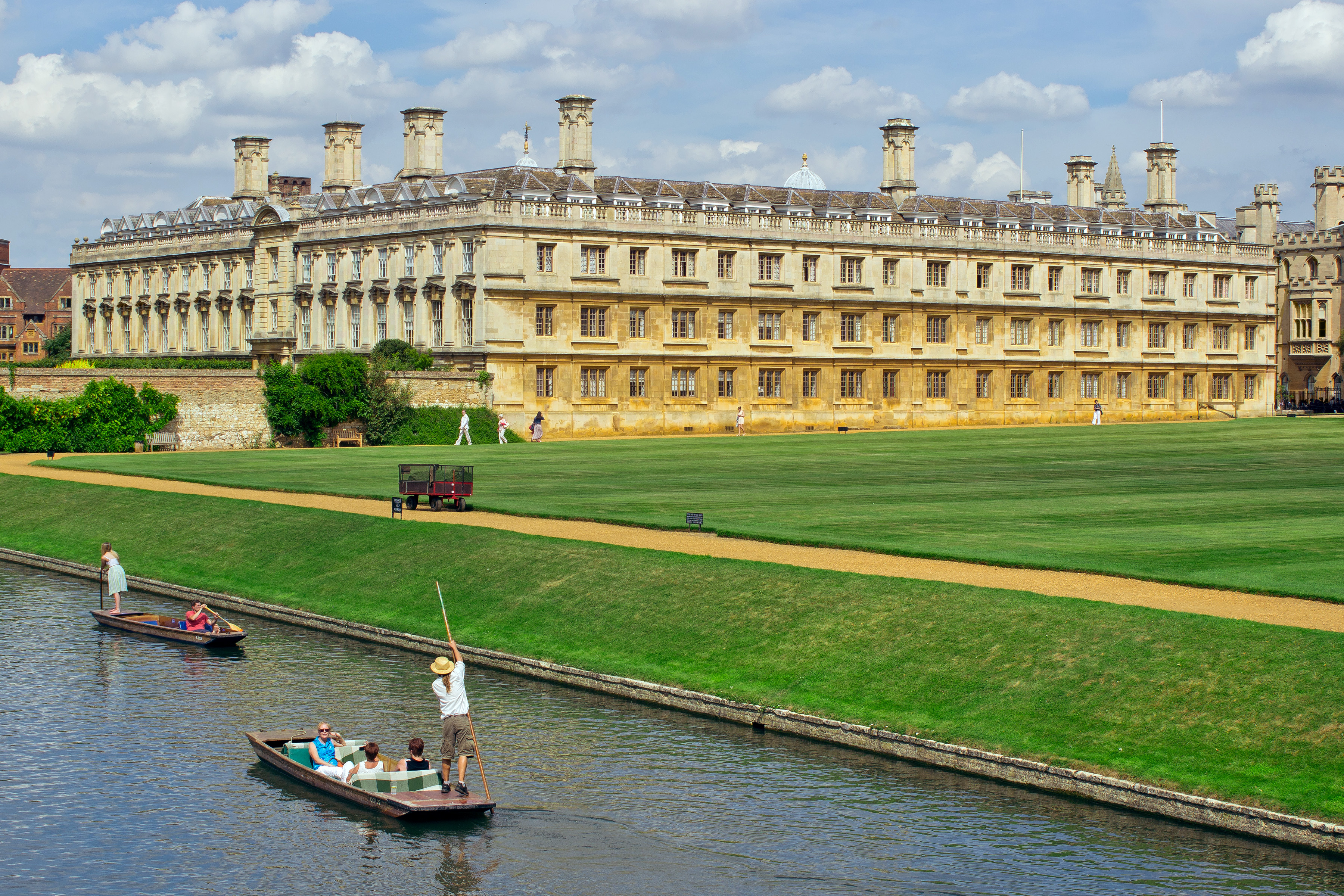
ケンブリッジのキングスブリッジの旧裁判所

グレード1の指定建造物であるオールド・コートは、イギリスで最も有名な建築物の1つでキングス・カレッジ・チャペルに隣接している。1638年から1715年の間に建設されており、建設過程はイングランド内戦のために長い間中断された。この期間は、真の古典主義が英国建築の主流に到達したことを意味する。その進歩は、英国ゴシック様式の途切れることのない伝統の中でまだアーチ型の特徴やその他の特徴を持っている北側の最古の翼の間の顕著な違いによりわかる。最後の南ブロックは、完全に明確に表現されたクラシックなスタイルを示している。
カレッジの礼拝堂は1763年に建てられ、隣接するカイウス大学のマスターであるジェームズ・バロウ卿によって設計された。 その祭壇画はチプリアーニによる "Annuciation" という作品である。 

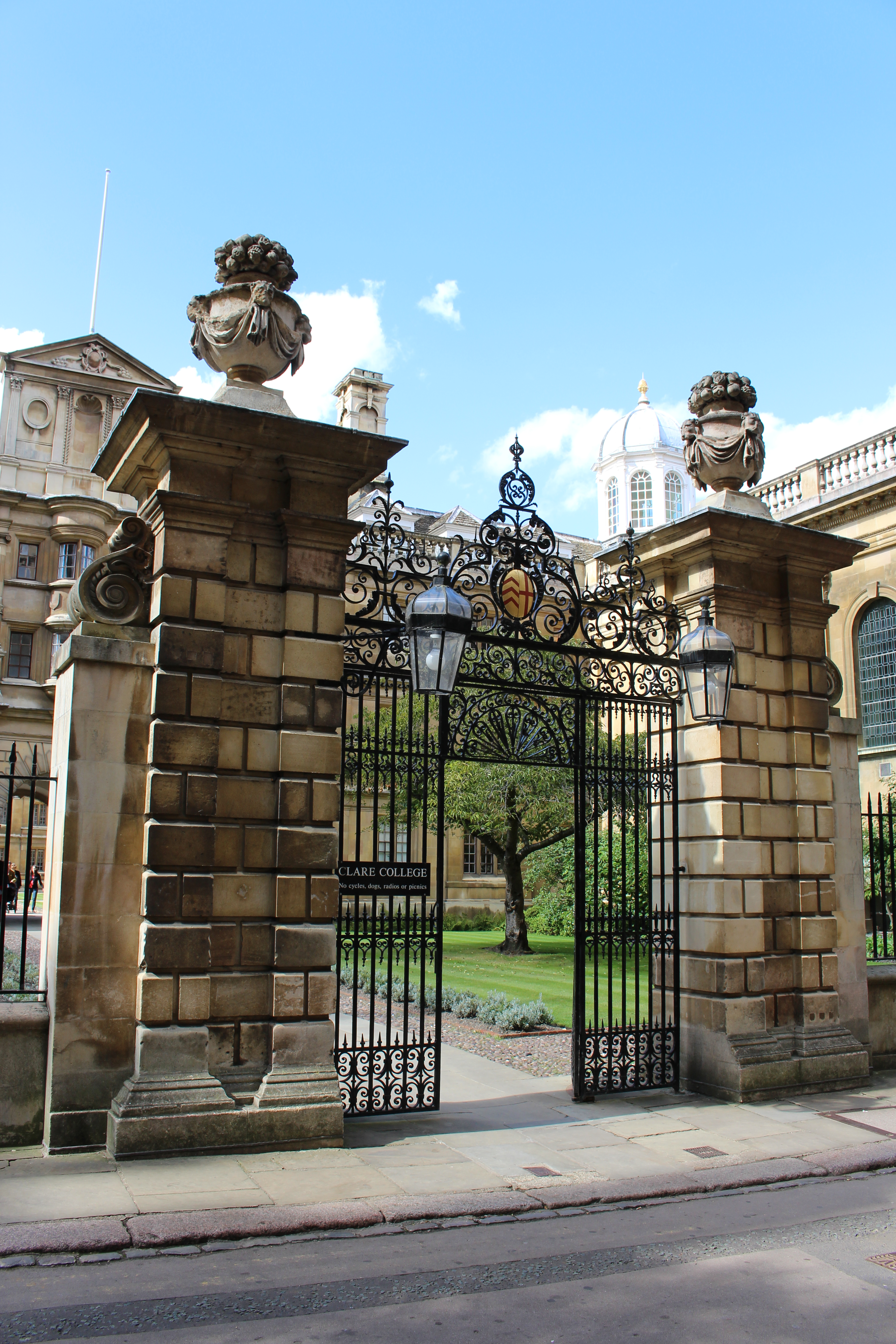
クレア・カレッジゲート

### クレア・ブリッジ
ケム川に架かる美しい橋であり、多くの人が写真を撮る。ケンブリッジの橋の中で最も古い橋である。1640年にトーマス・グランボールドによって石で建てられ、1969年に修復された、グレードI指定建造物である。
14個の石のボールがそれを飾り、そのうちの1つには欠けている部分がある。これに関して多くの話が出回っている。カレッジのメンバーが最もよく引用するのは、橋の建設者が報酬の全額を支払われなかったため、支払いの差のバランスを取るために手抜きをしたというものである。より可能性の高い説明は、修理作業の一環としてボールにセメントで固定された石のくさびが緩んで脱落したというものである。

### メモリアル・コート
クレアの橋は、オールド・コートとメモリアル・コートを接続している。メモリアルコートは、ジャイルズ・ギルバート・スコットによって設計され、1926年に奉納された。記念裁判所は1950年代にサーキル裁判所の建設によって拡張され、その後、カレッジのフォーブスメロン図書館が記念裁判所の中央に建設されたときに2つの部分に分割された。西に作られた新しい中庭はアシュビーコートと改名された 。

### ラーナー・コート
建築家ヴァン・ヘイニンゲンとハワードによって設計された新しい裁判所、ラーナー裁判所が2008年1月に開設された。 カレッジの中央部にあるメモリアルコートの隣の未開発の土地の最後の部分を占めており、講義室、ケータリング、フェローオフィス、住宅、学生用ランドリーがある。

### ギャラリー

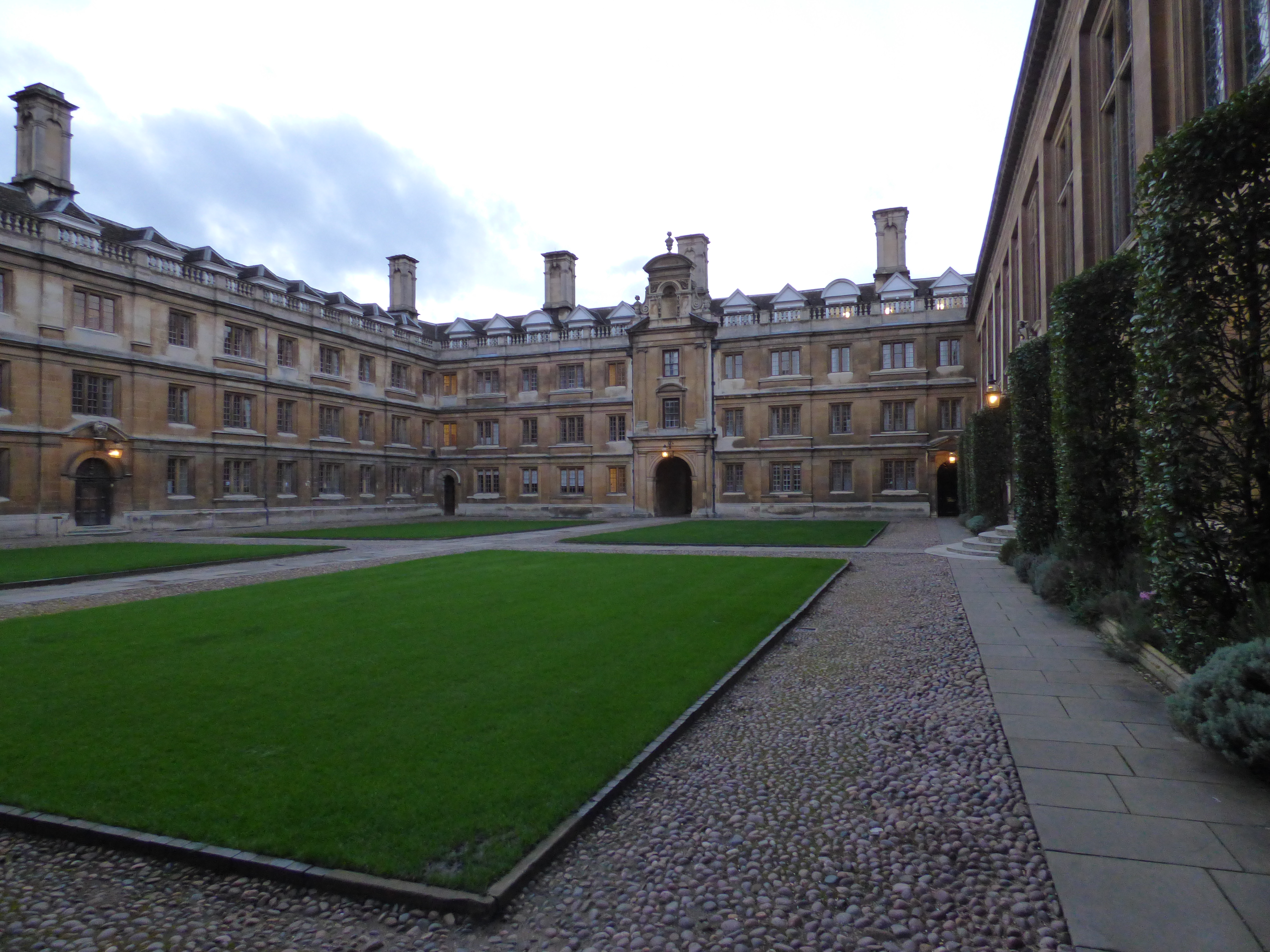
冬の古い裁判所
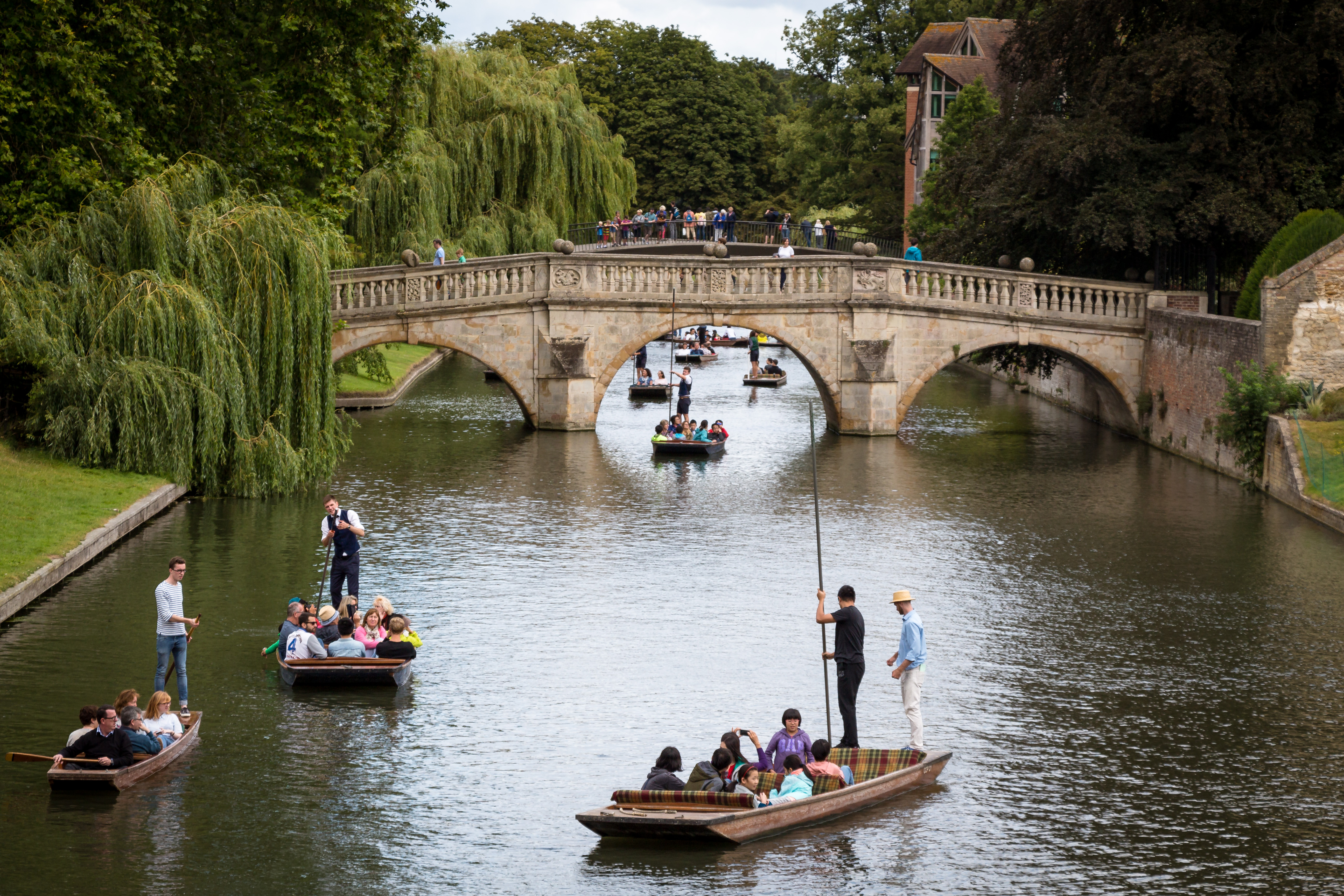
ケム川に架かるクレア橋
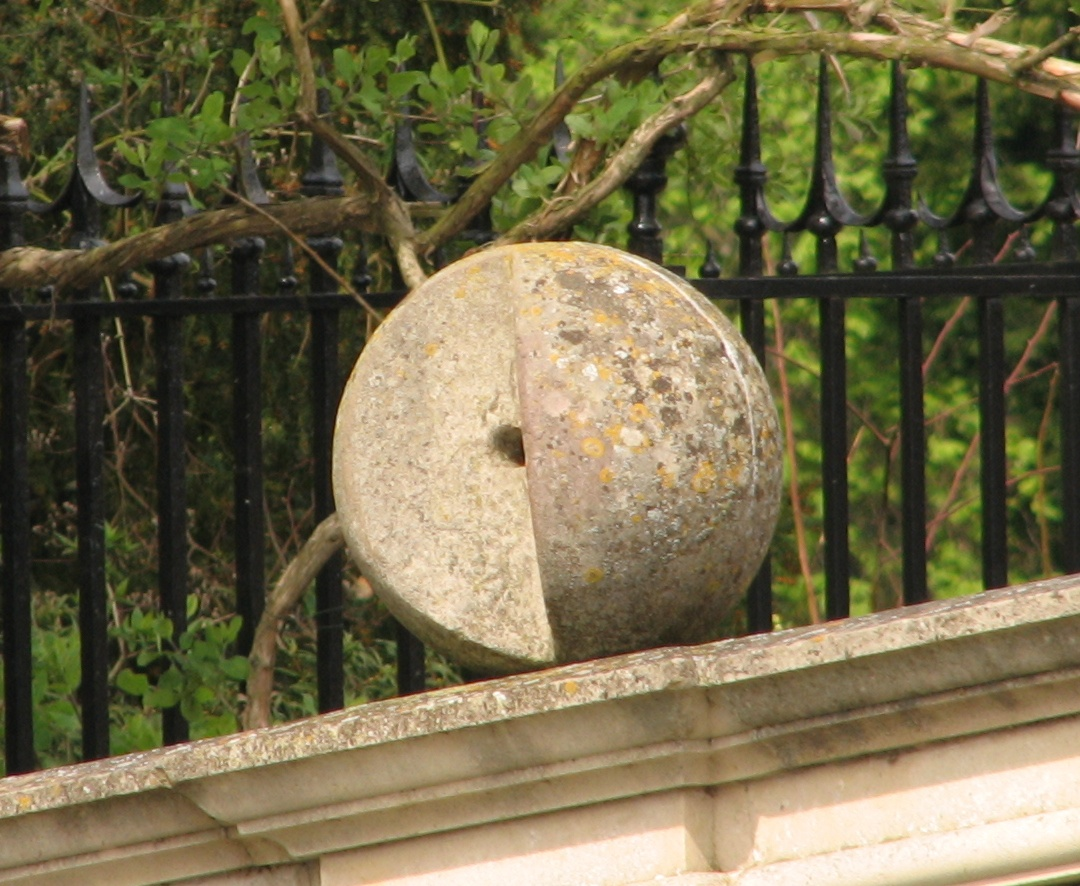
クレアブリッジの行方不明のウェッジ
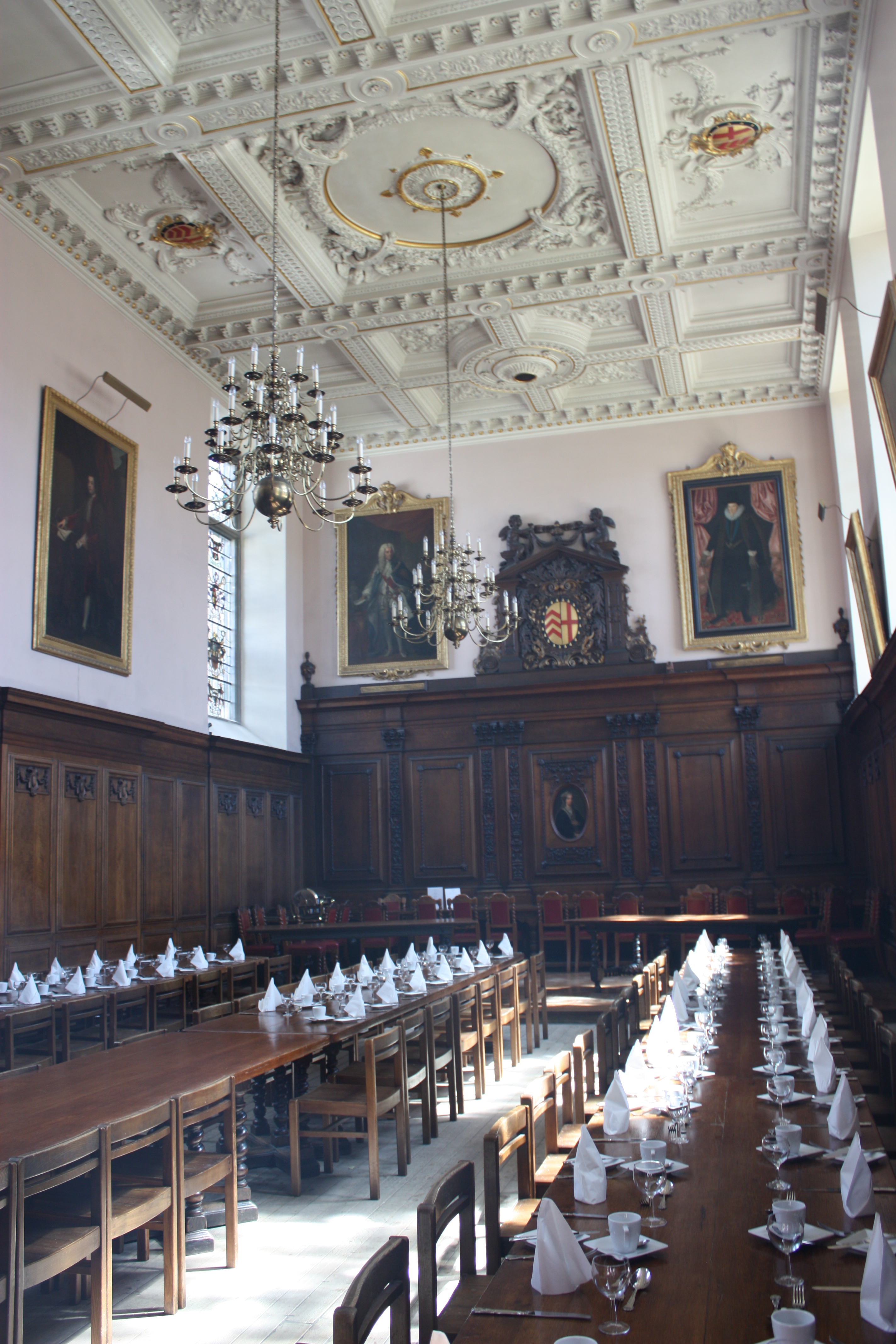
大広間の中
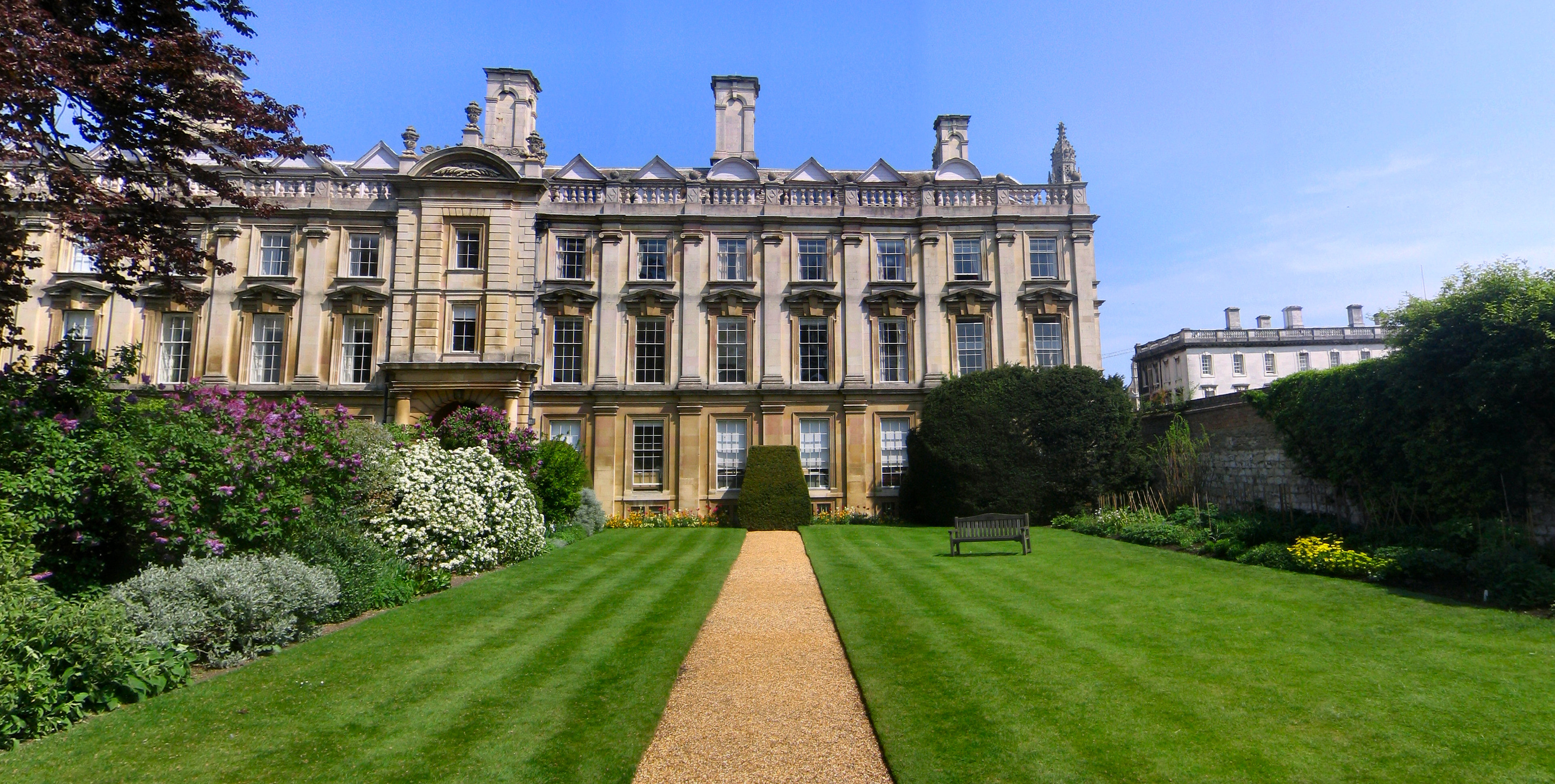
学者の庭
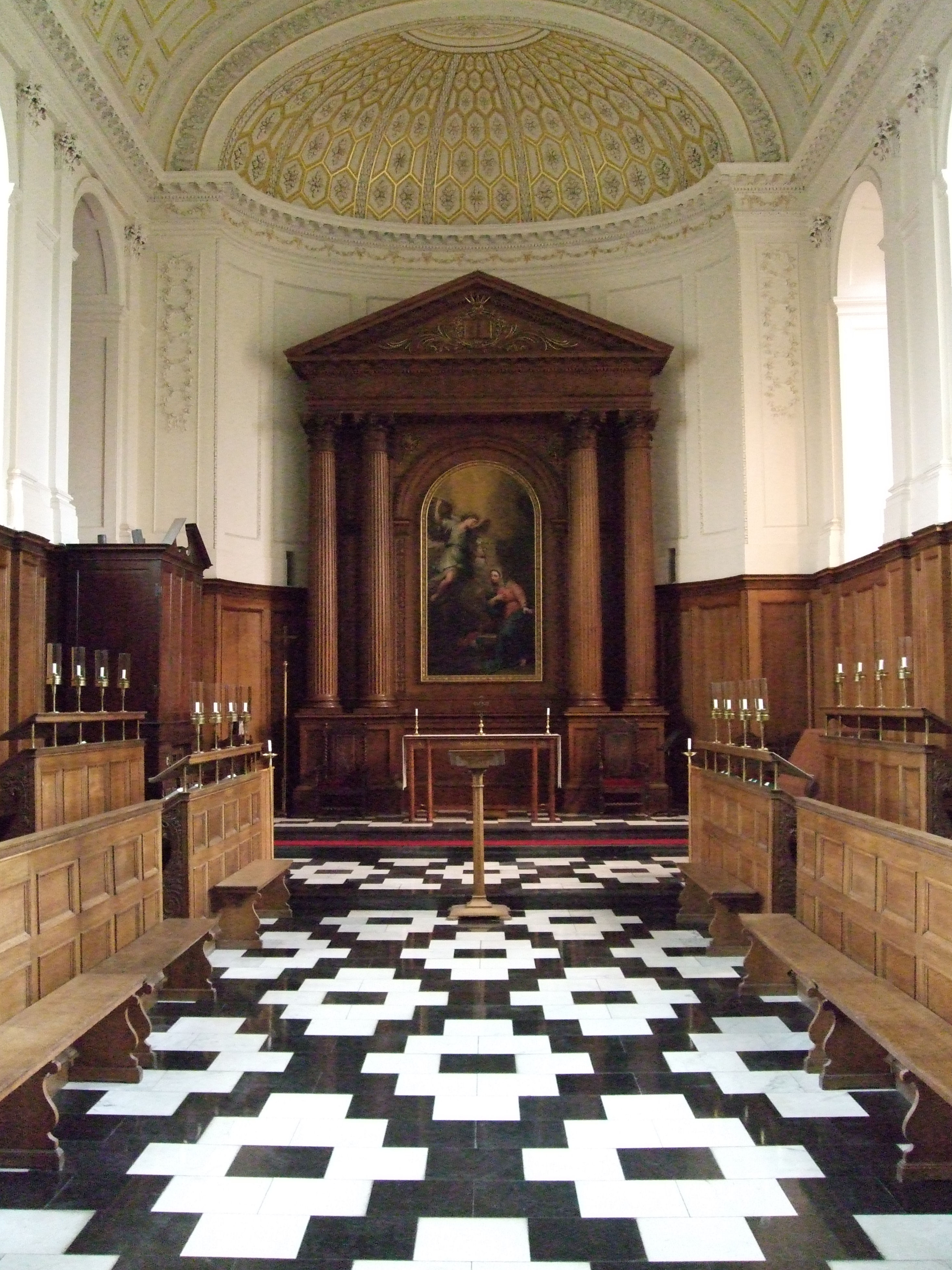
カレッジのチャペル
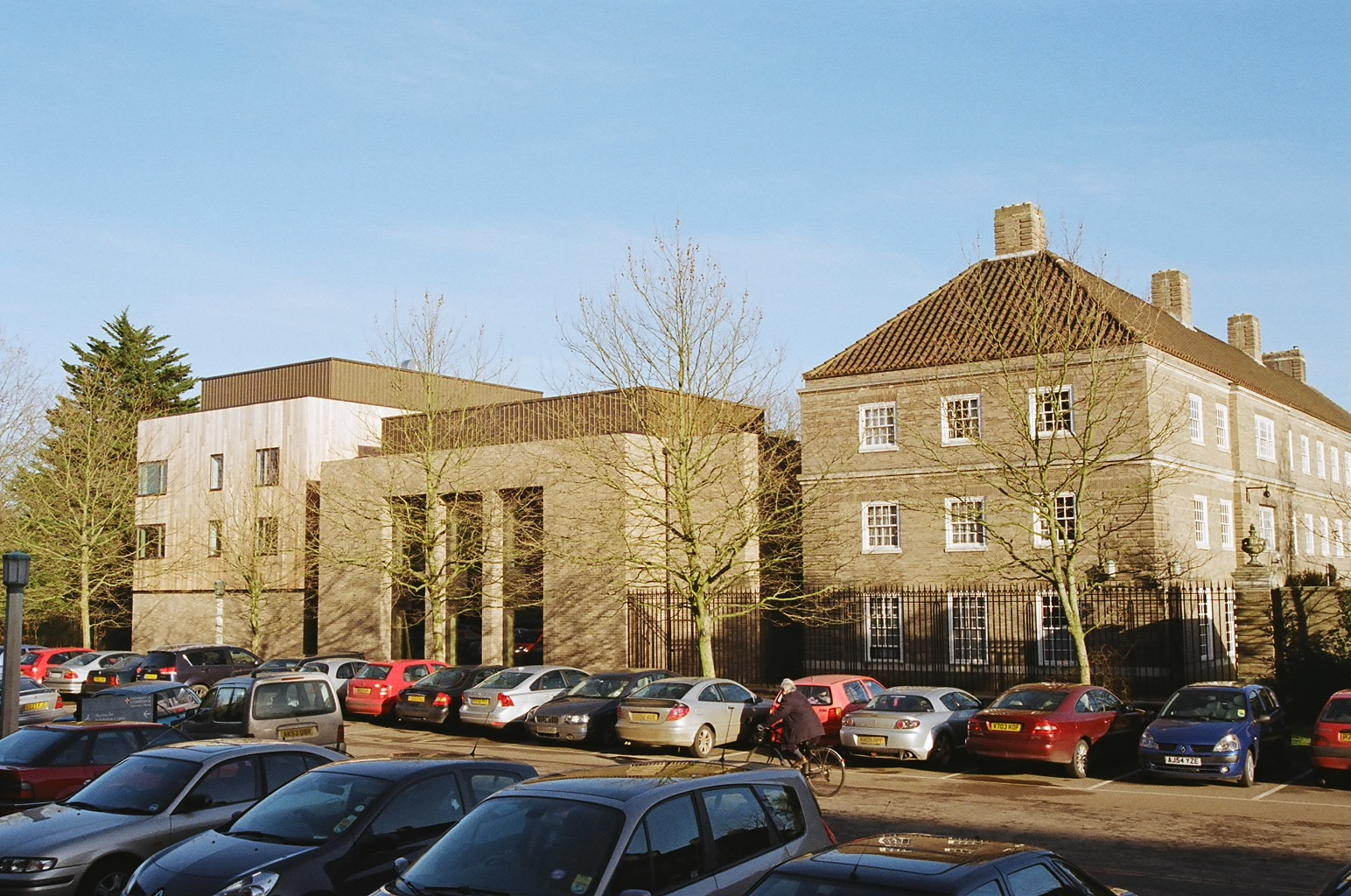
ラーナーコート
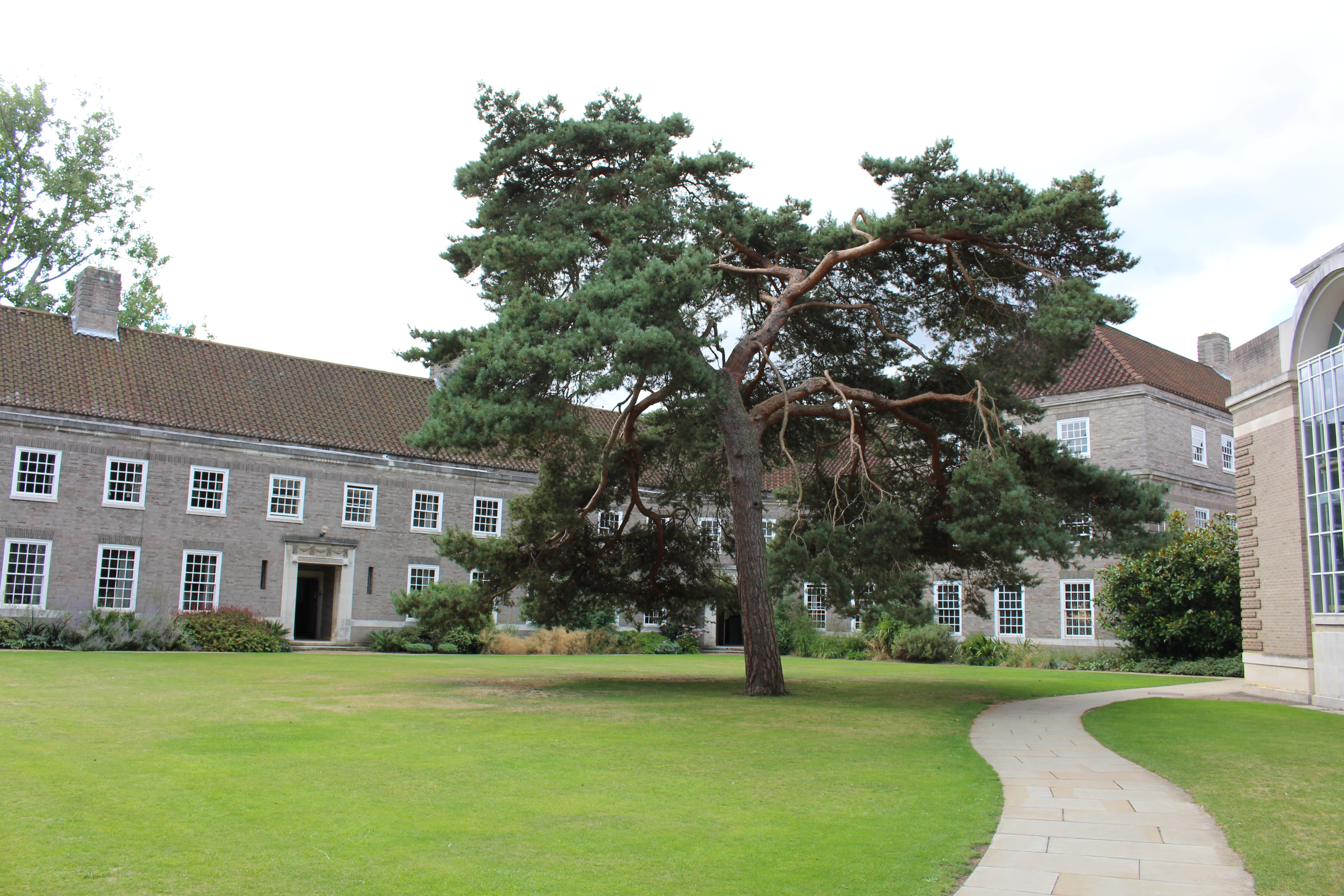
メモリアルコート内部
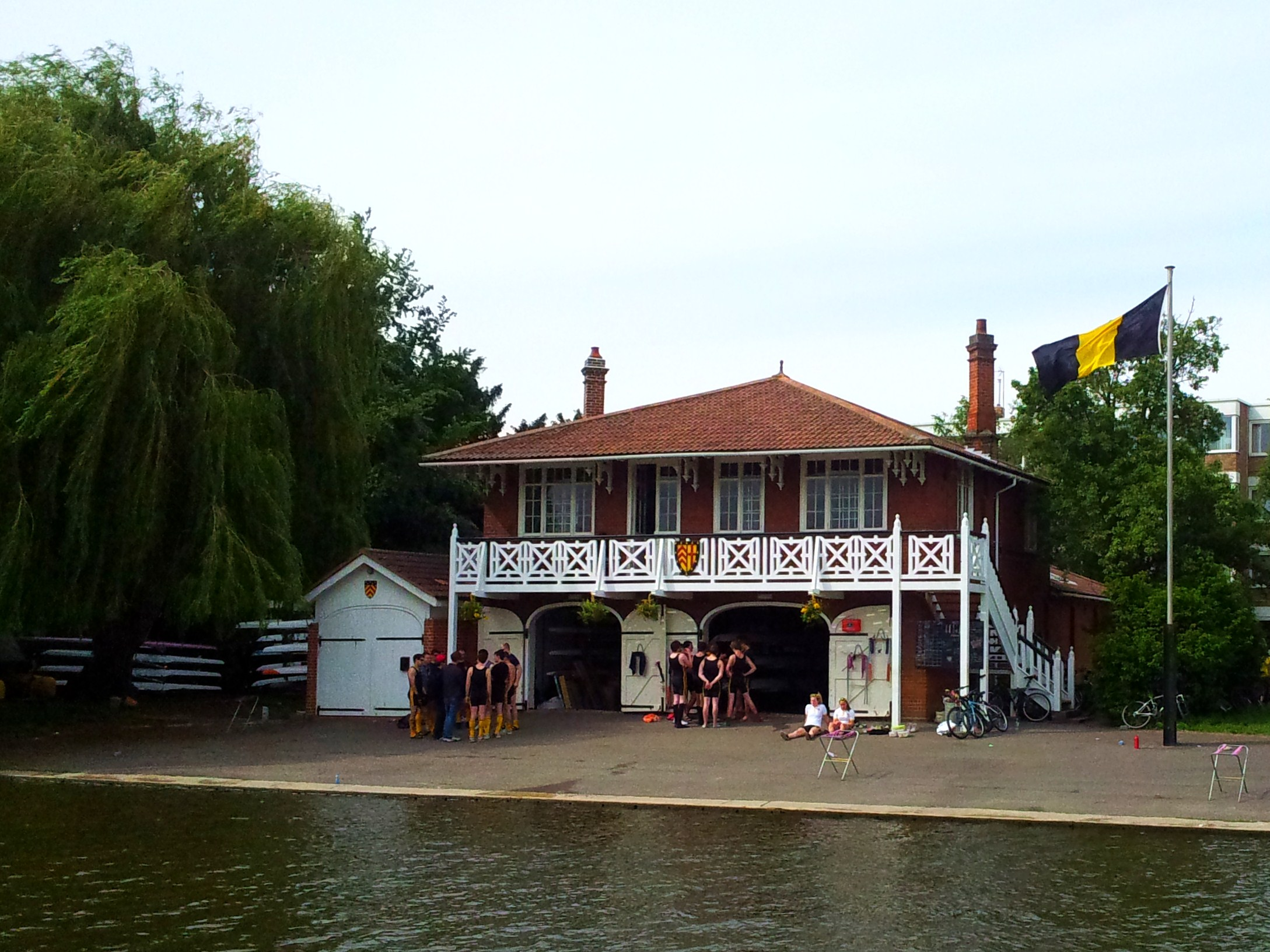
クレアカレッジボートハウス
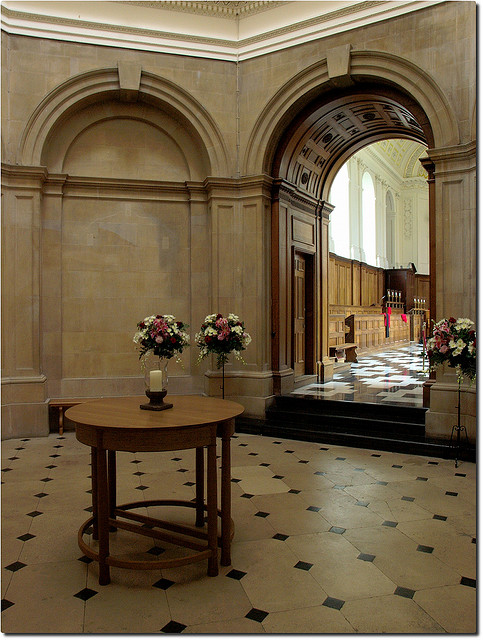
クレアカレッジチャペル
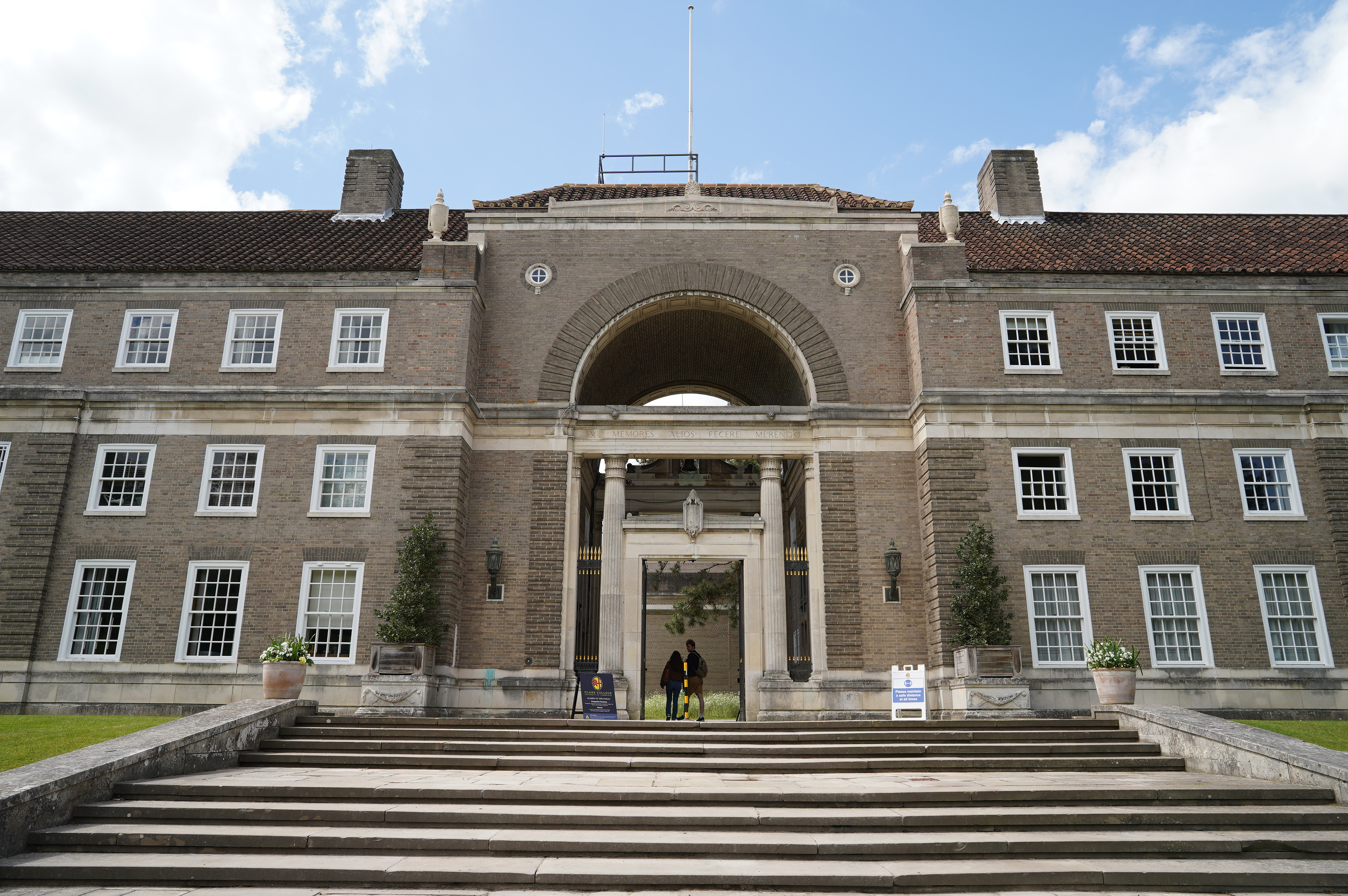
メモリアルコート

## 学生生活
クレアはリベラルで進歩的なカレッジとして知られています。 1972年にそれは女性の学部生を受け入れることで道を開いた3つの男性のケンブリッジ大学の1つになりました（他の2つはチャーチルとキングのものです）。クレアはこの伝統を守り続けており、入学手続きの透明性が高く評価されています。 

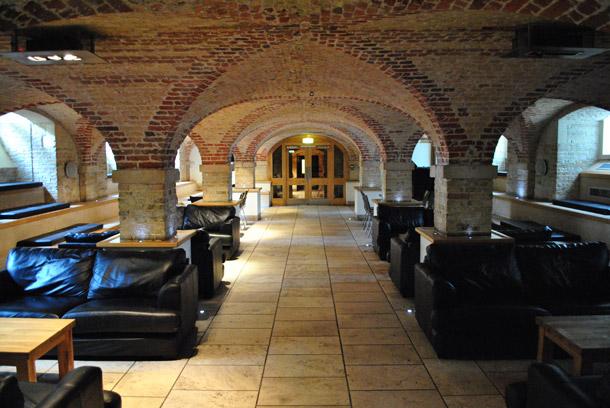
クレア・カレッジバー

クレアはケンブリッジで最も音楽的なカレッジの1つとして知られています。その合唱団は世界中で演奏しています。多くのクレアの学生が楽器を演奏し、クレア・カレッジ音楽協会、特にオーケストラはよく知られています。ほとんどのケンブリッジ大学と同様に、クレアでは学生がカレッジの部屋にピアノを置くことができます。

### クレア・エント
人気のジャズやコメディのイベントだけでなく、クレアは毎週金曜日に学期中に開催される学生イベントであるクレアエントで有名です。このイベントはカレッジ全体の学生に人気があり、過去にはタイニーテンパー、ボンベイバイシクルクラブ、チェイスアンドステータスなどのアクトが開催されました。 

### 学生新聞
クレアの学生新聞であるClareificationは、2005年にケンブリッジ学生の「ベストユニバーシティカレッジペーパー」を受賞しました。クレア学生連合によって発行され、ケンブリッジの伝統をあざける風刺記事、愚かな学生の嫌悪感に関するレポート、および「Clareifornication」列のカレッジのゴシップで構成されています。
2007年2月3日、カレッジは2月2日のゲスト編集版の出版に続いて論文への資金を削減しました。キリスト教に対する紙の通常の風刺攻撃に加えて、この版はイスラム教を嘲笑したいくつかの記事と、2005年9月にデンマークの新聞Jyllands-Postenに最初に登場したときに国際的な抗議を引き起こした預言者モハメッドの漫画イラストの複製も特集しました。 

### メイ・ボール

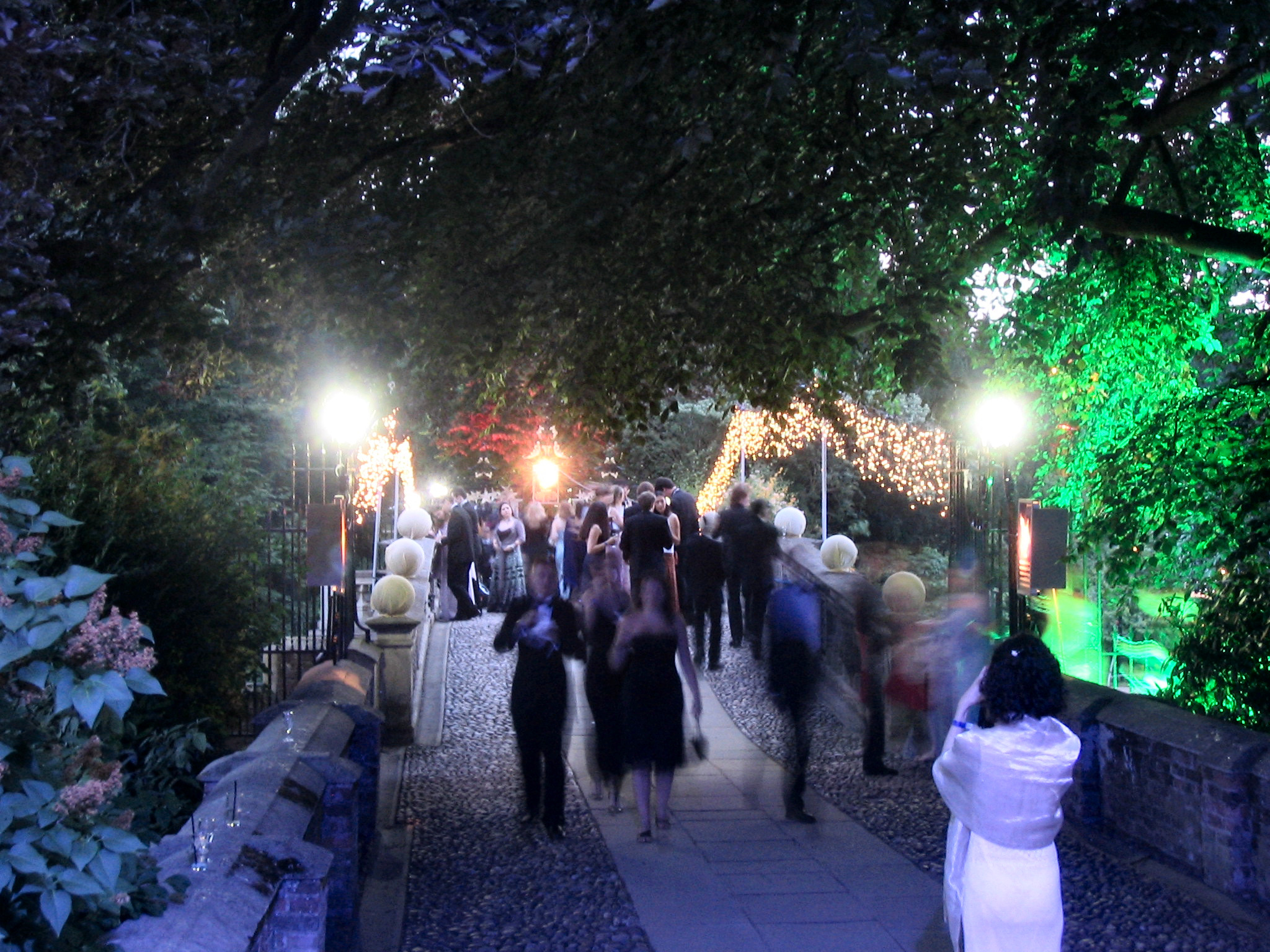
クレアは毎年メイボールを主催し、その間カレッジは豪華に装飾されています。

クレアは、6月中旬のメイウィークの月曜日に毎年5月のボールを開催します。ケンブリッジで最大のメイボールの1つであり、人気のあるヘッドライナーを確保することでよく知られています。

### クレア・ボート・クラブ
クレアボートクラブは、クレア・カレッジの現在のメンバーのためのボートクラブです。同窓生のための別のクラブ、De BurghBoatClubがあります。 2012年、クレアボートクラブはケンブリッジにある大学付属のボートクラブの学生団体の規模に比べて最高の会員数を誇り、メイバンプス大会で6人の男子VIIIを擁しました。
クラブのヘッドコーチ兼ボートハウスマネージャーのアントンライトは、チャンネル4の1年にわたるリアリティテレビ番組のエデンに出演しました。 

### オールド・コート・パノラマ

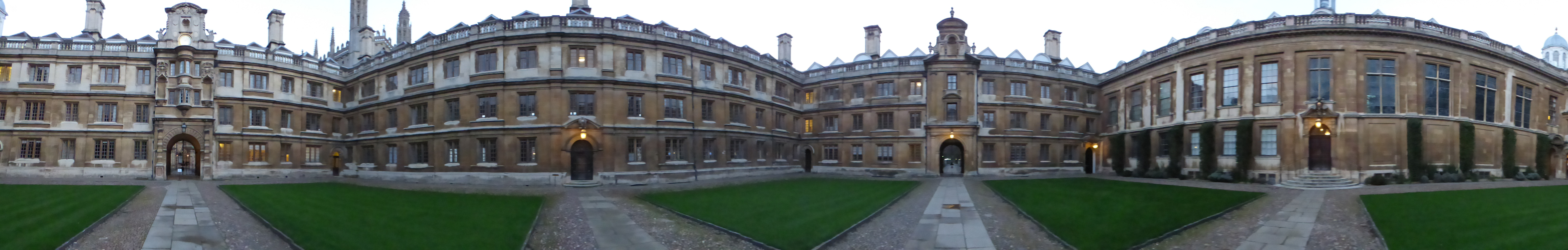

## 学業成績
クレア・カレッジの学部生は通常、トンプキンステーブルに発表された結果に基づいて非常に優れた成績を収めており、クレアは2000年から2005年までの上位10カレッジに含まれています。 しかし、その後の数年間（2006〜09年）のパフォーマンスは低下し、2006年には12位、2009年には18位になりました。しかし、2010年のパフォーマンス（8位）は、前年のパフォーマンスよりも10位増加し、2011年には4位になりました。  2018年、クレアはテーブルに記録された29のカレッジのうち16位になりました。 2019年には24位に落ちました。
クレア・カレッジへの入学は競争力があります。全体として、クレアには場所ごとに約5人の応募者がいます。それでも、応募者の質の高さは、彼らの多くがウィンタープールを通じて他のカレッジの場所を授与されていることを意味します。 2007年の応募者のうち、151人がクレアからオファーを受け、さらに75人の応募者が他のケンブリッジ大学でオファーを受けました。 

## クレア・カレッジ関係者

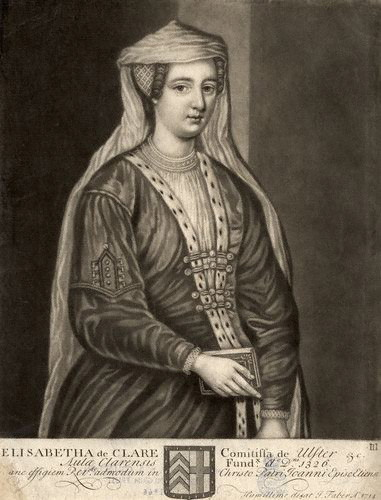
エリザベスデクレア、クレアの11番目の女性、作家、創設者、後援者
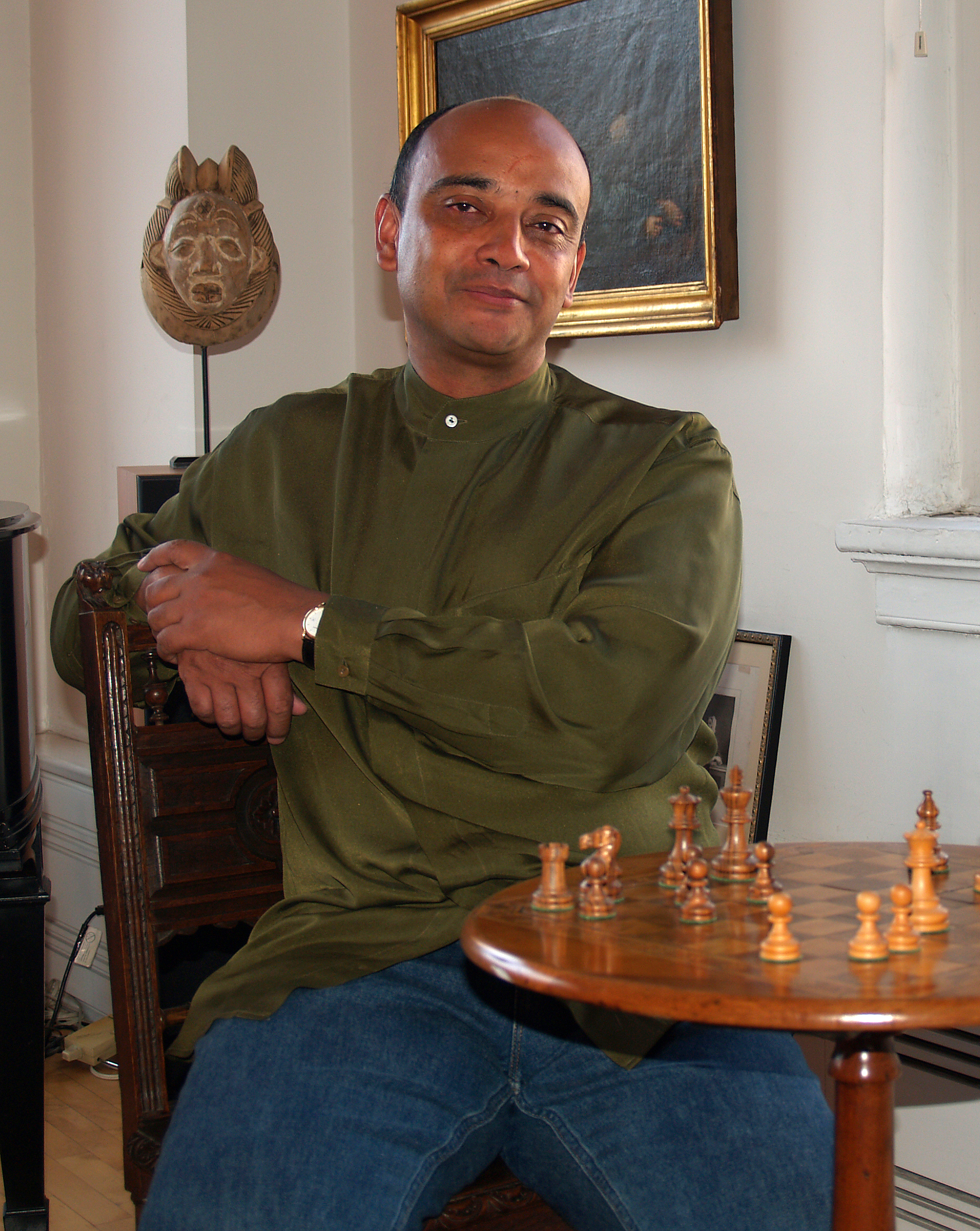
クワメ・アンソニー・アッピア、哲学者、文化理論家、小説家
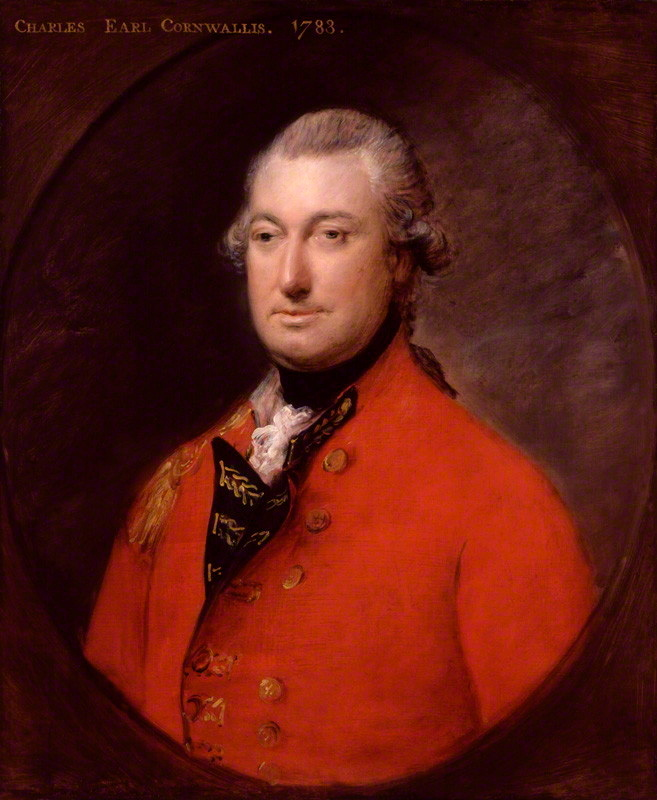
チャールズ・コーンウォリス、第1マルケス・コーンウォリス、王立陸軍将校
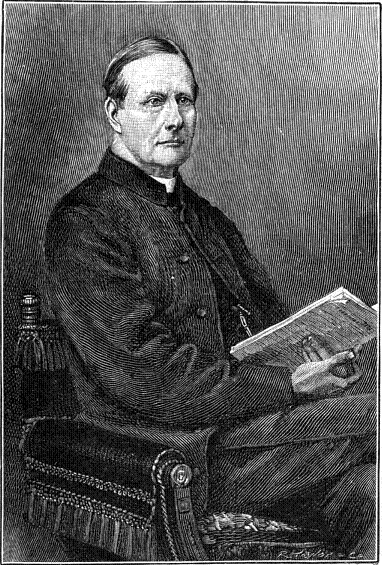
Sabine Baring-Gould 、英国国教会の司祭兼小説家
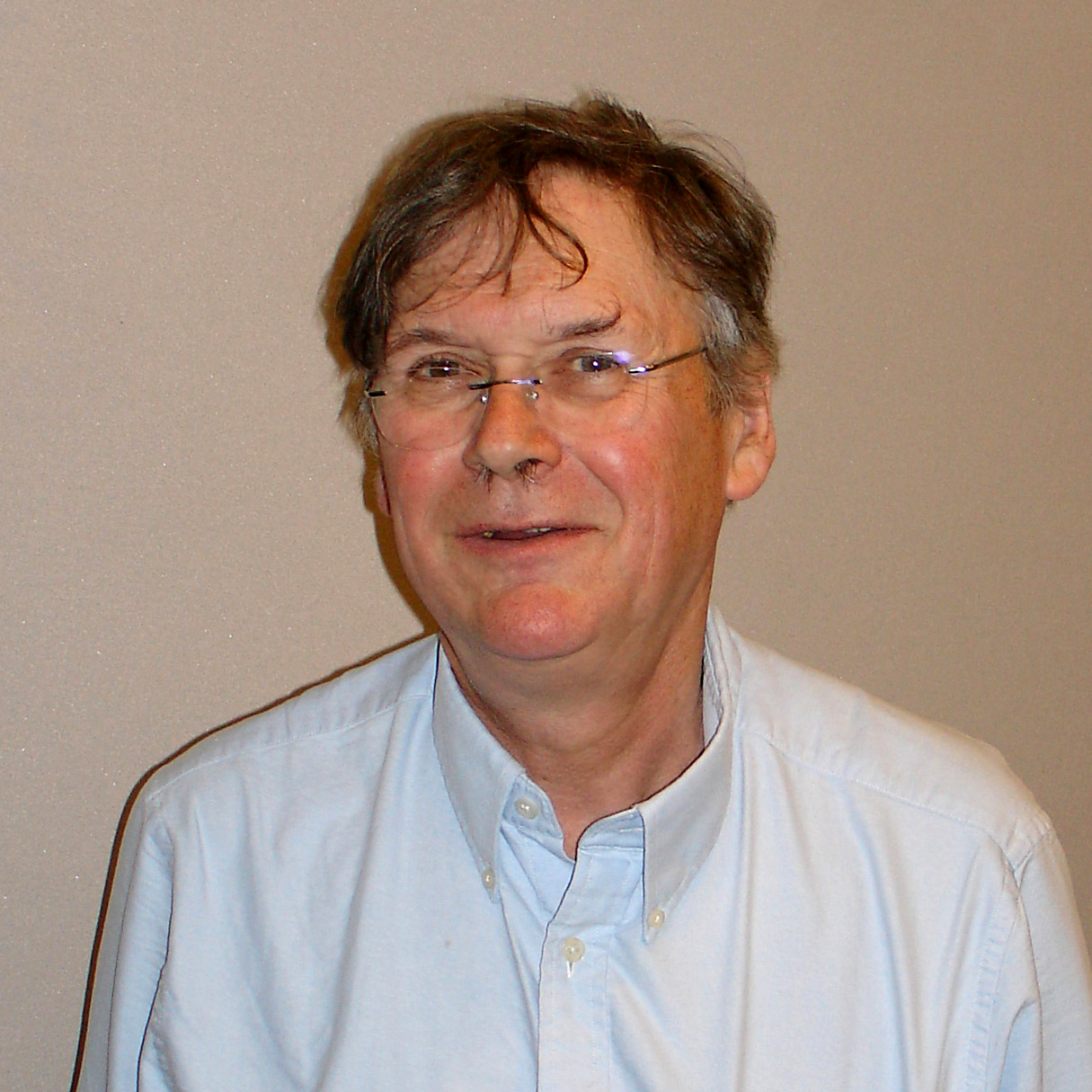
ティムハント卿、生化学者および生理学者
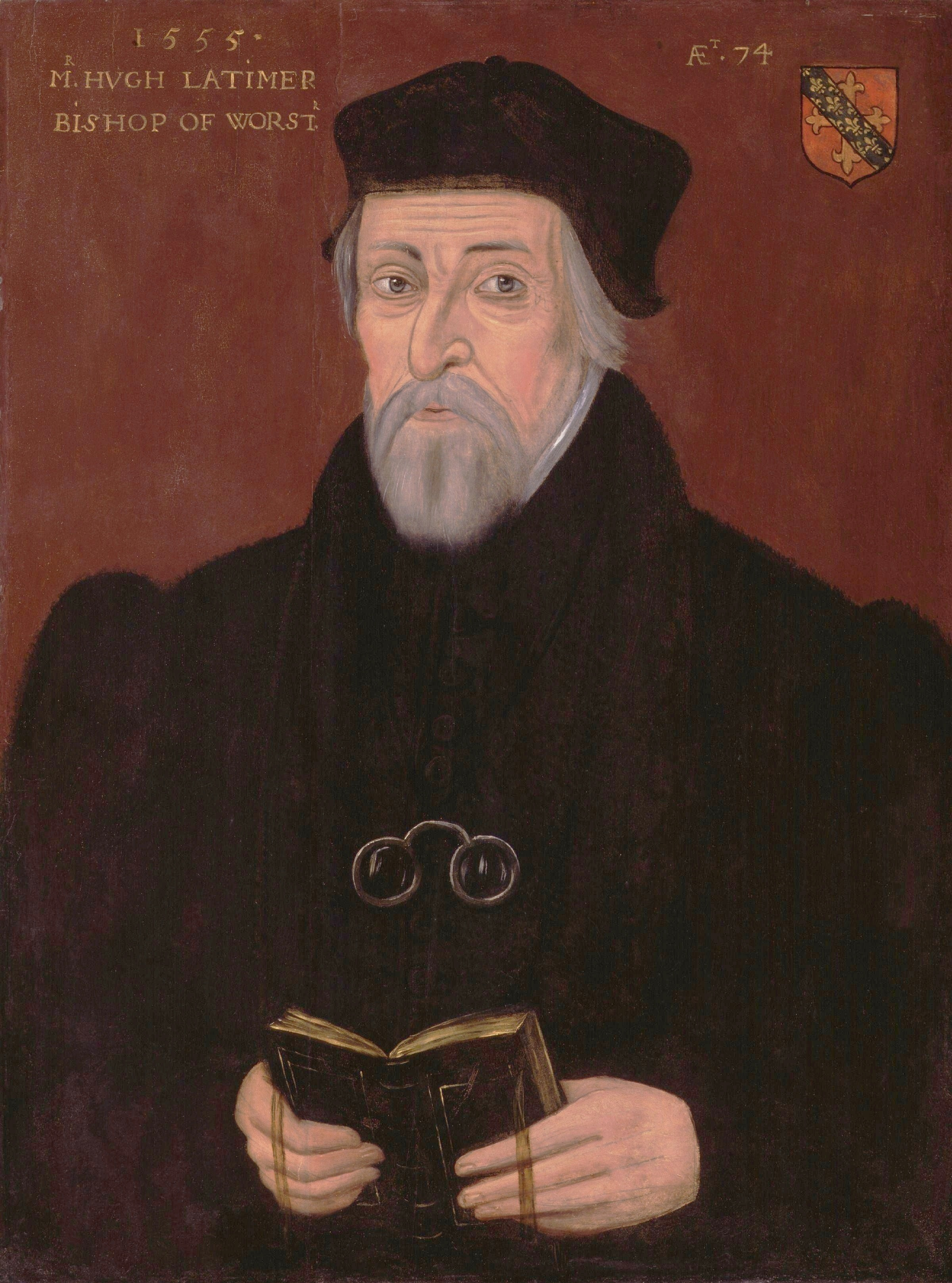
ヒュー・ラティマー、ウスター司教、英国国教会のオックスフォード殉教者
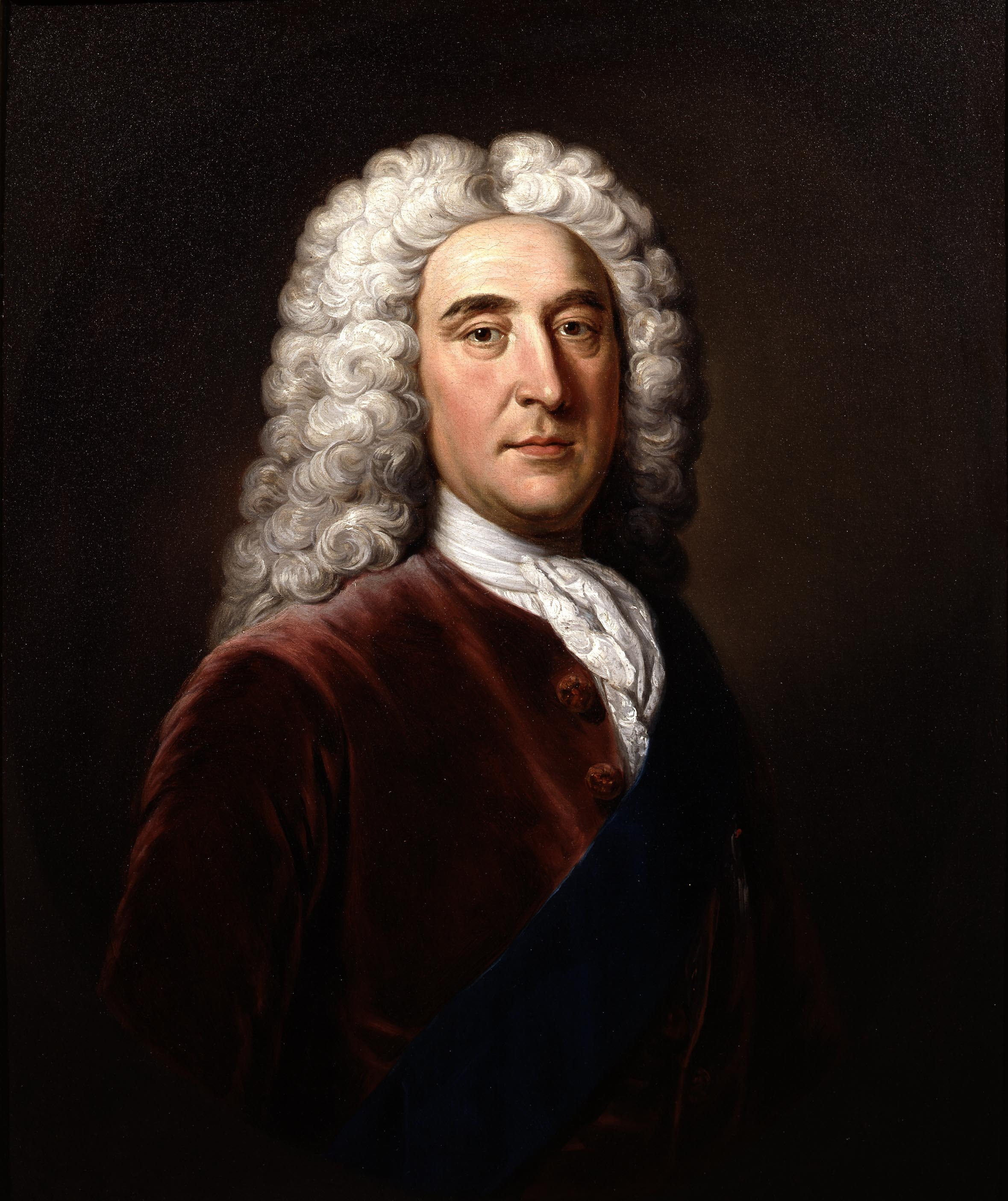
トマス・ペラム・ホレス、ニューカッスル初代公爵、元英国首相
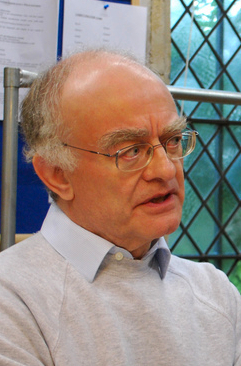
ジョン・ラター、ミュージシャン、作曲家、指揮者
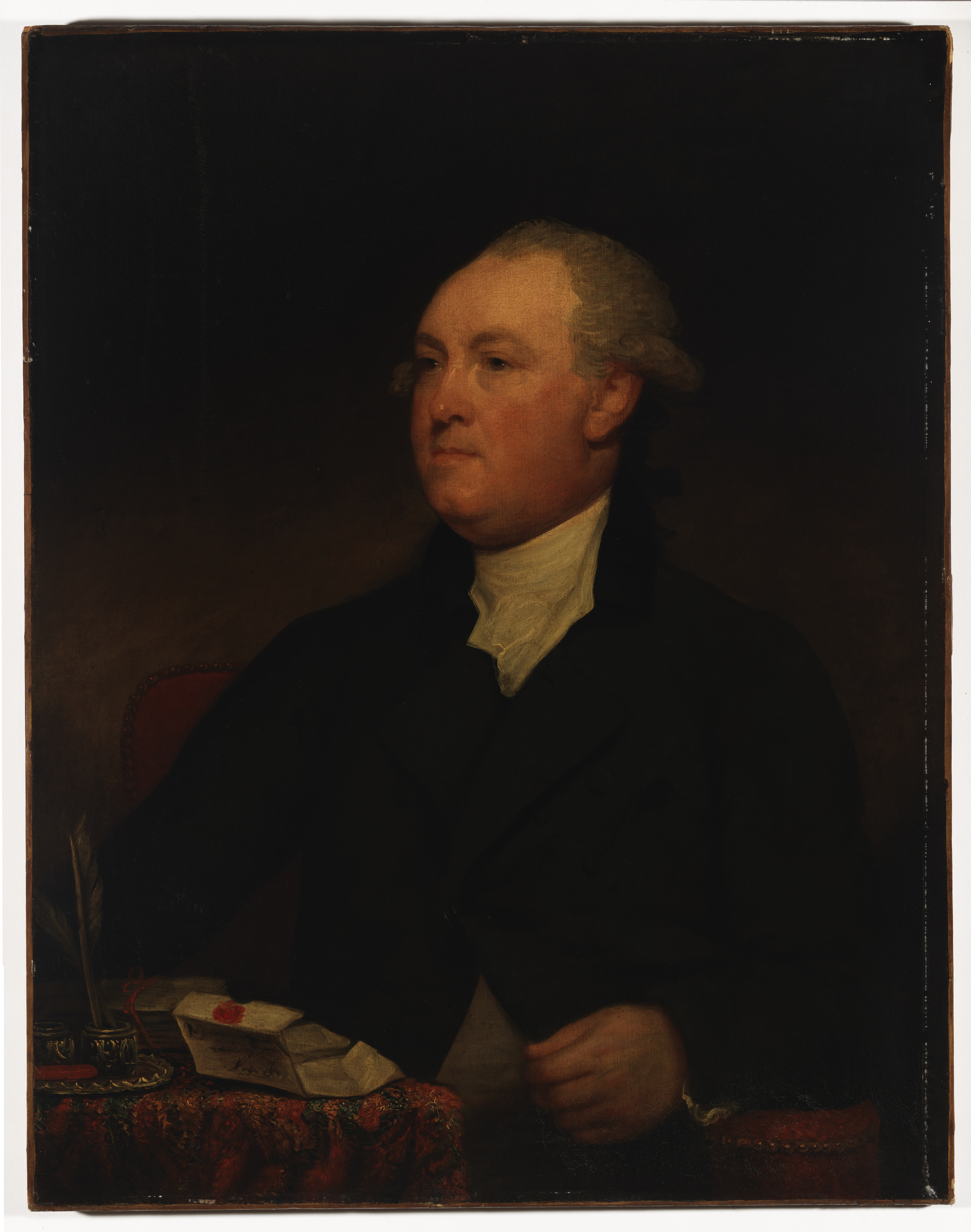
トマス・タウンゼンド、第1子爵シドニー、元内務大臣
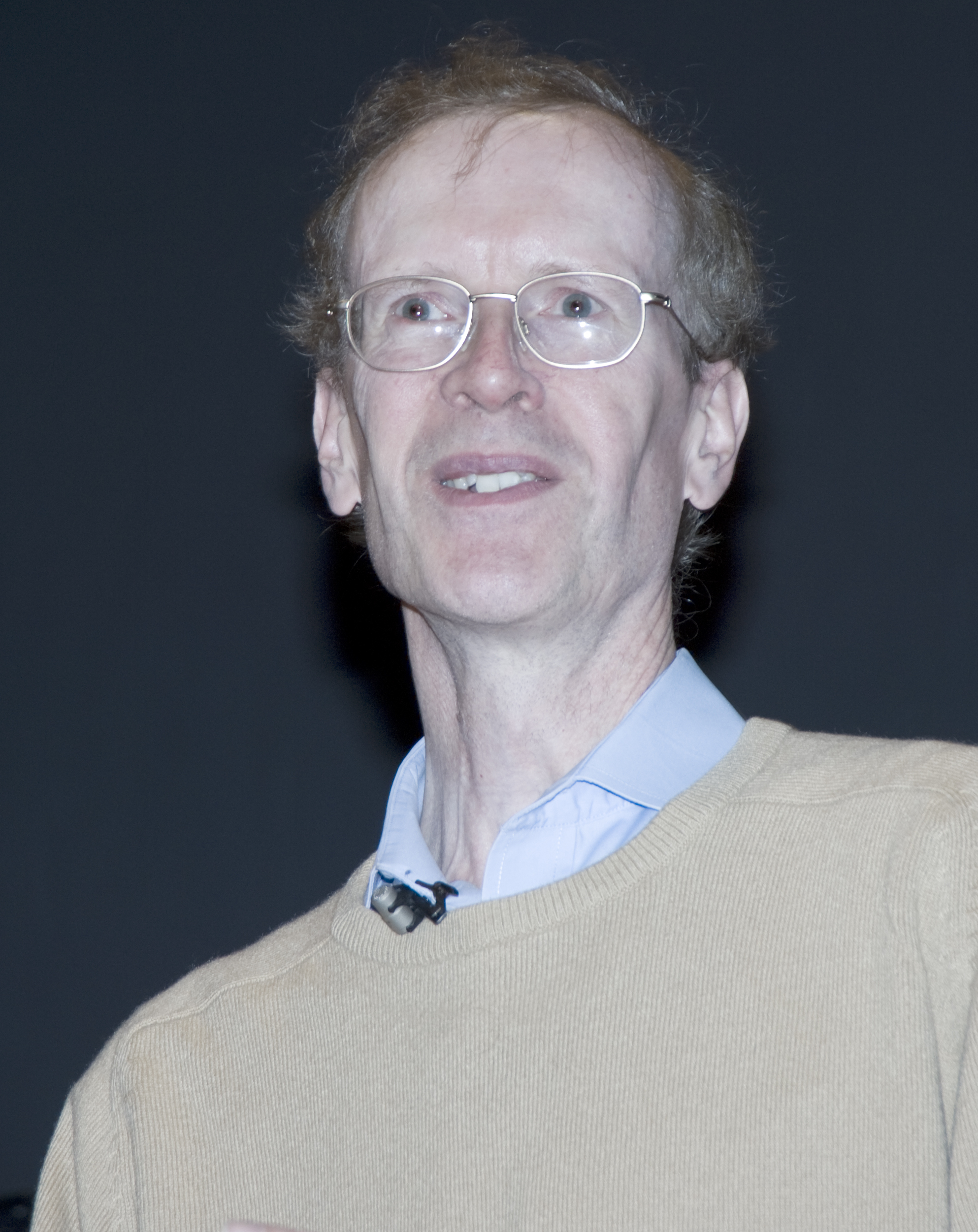
数学者のアンドリュー・ワイルズ卿がフェルマーの最終定理を解きました
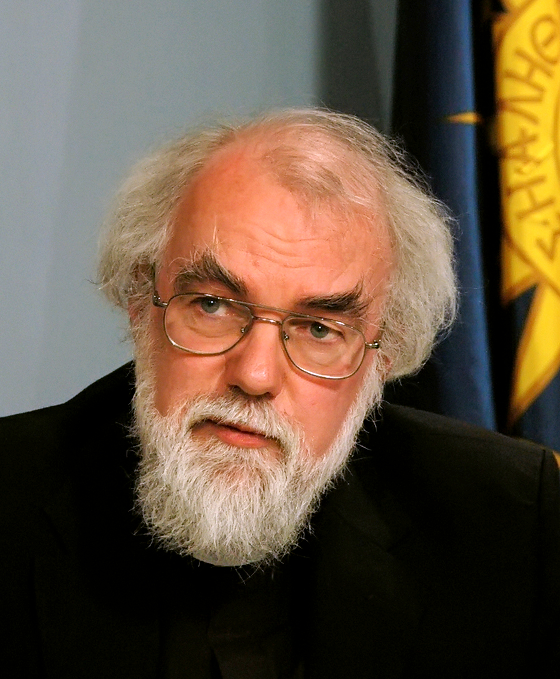
ローワン・ウィリアムズ、オイスターマスのウィリアムズ男爵、ウェールズの英国国教会の司教、神学者、詩人
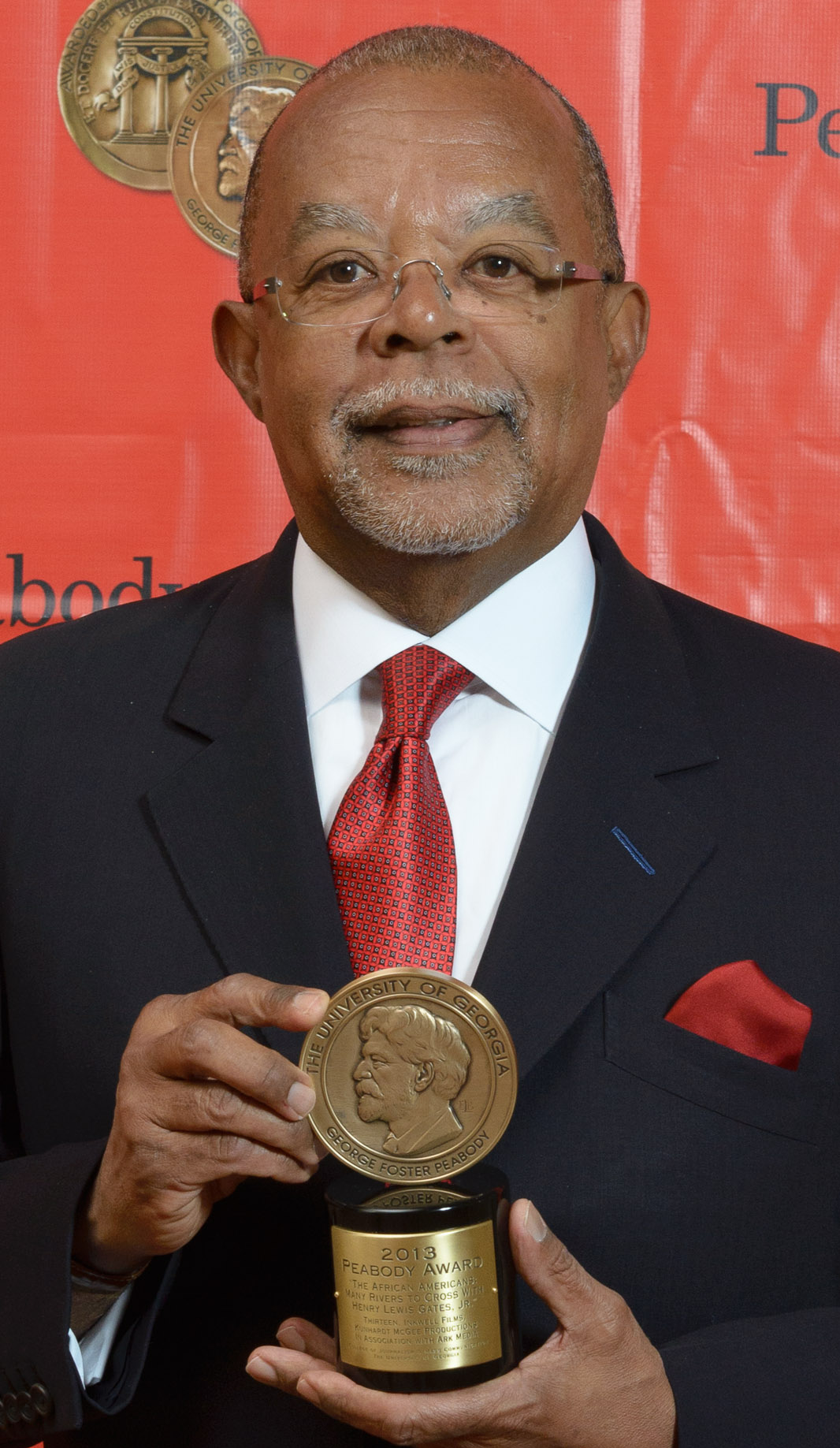
ヘンリールイスゲイツジュニア、アメリカの歴史家および映画製作者
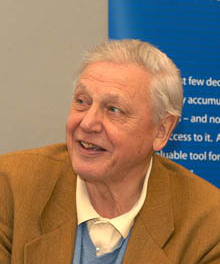
デイビッド・アッテンボロー卿、博物学者、歴史家、放送局
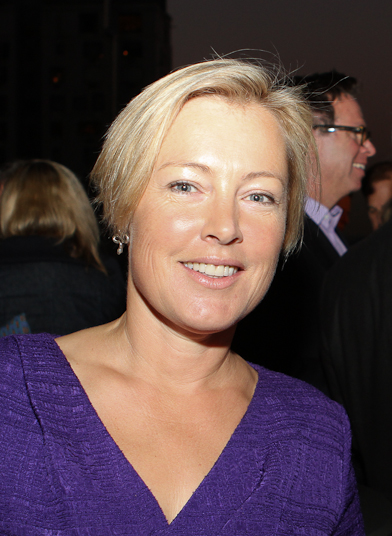
ジリアン・テット、金融ジャーナリスト兼作家
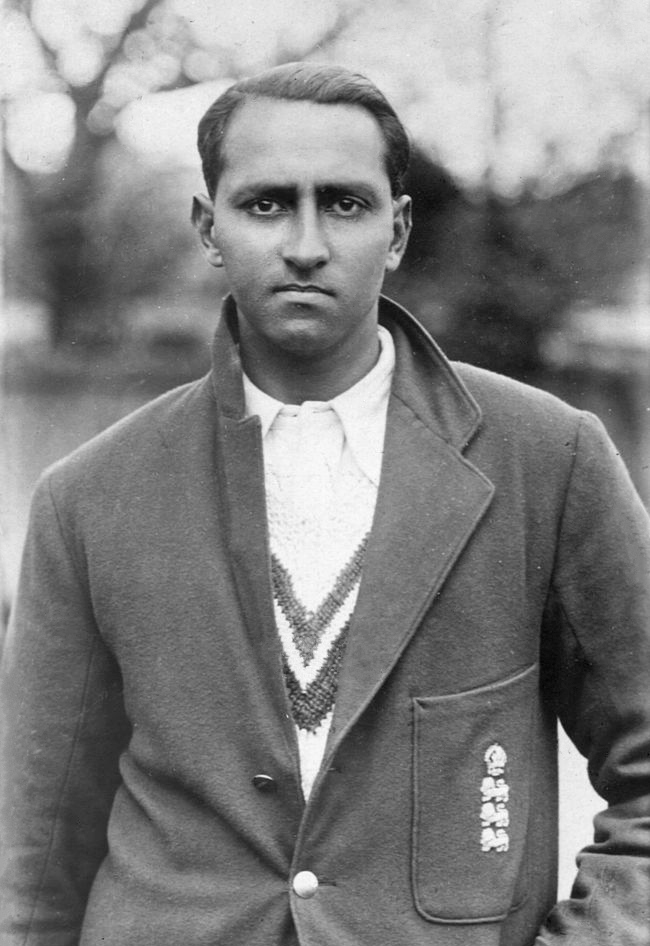
Duleepsinhji 、クリケット選手、インドの公務員

## 参考
- クレアベネディクション
- カテゴリ：ケンブリッジのクレア・カレッジの卒業生
- カテゴリ：ケンブリッジのクレア・カレッジのフェロー